# 9K330 Tor
Tor (em russo:  "Тор"; em inglês:  Torus) é um sistema de defesa de mísseis superfície-ar projetado para aviões, helicópteros, mísseis de cruzeiro, munições de precisão guiadas, veículos aéreos não tripulados e ameaças de curto alcance balísticas (antimunições). Originalmente desenvolvido pela União Soviética sob a designação GRAU 9 K330, o sistema é comumente conhecido por  SA-15 "Gauntlet". Uma variante para uso naval foi desenvolvida com o nome de 3 K95 "Kinzhal", também conhecido como o SA-N-9 "Gauntlet". Tor também foi o primeiro sistema de defesa aérea no mundo projetado desde o início para derrubar armas guiadas com precisão como o AGM-86 ALCM.

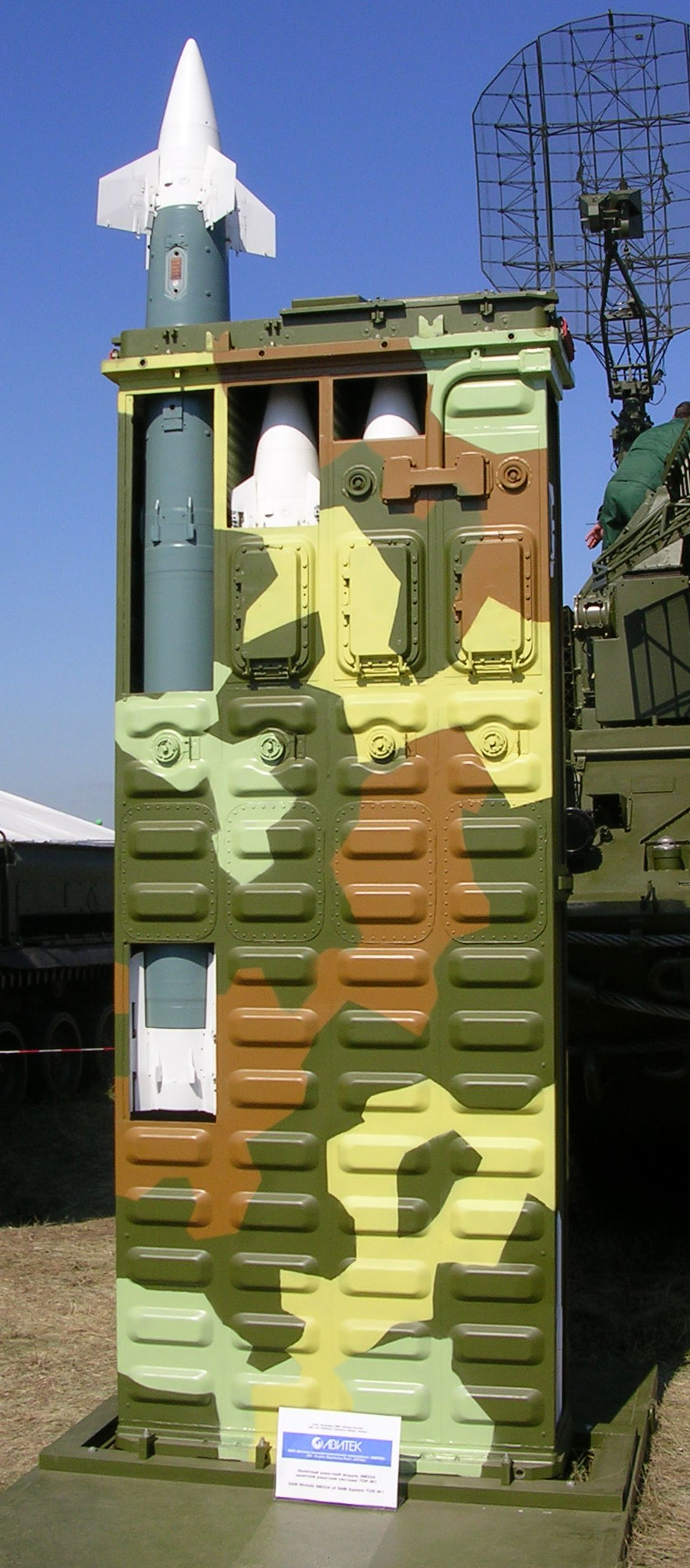
4 mísseis 9M330 em um de dois racks de lançamento
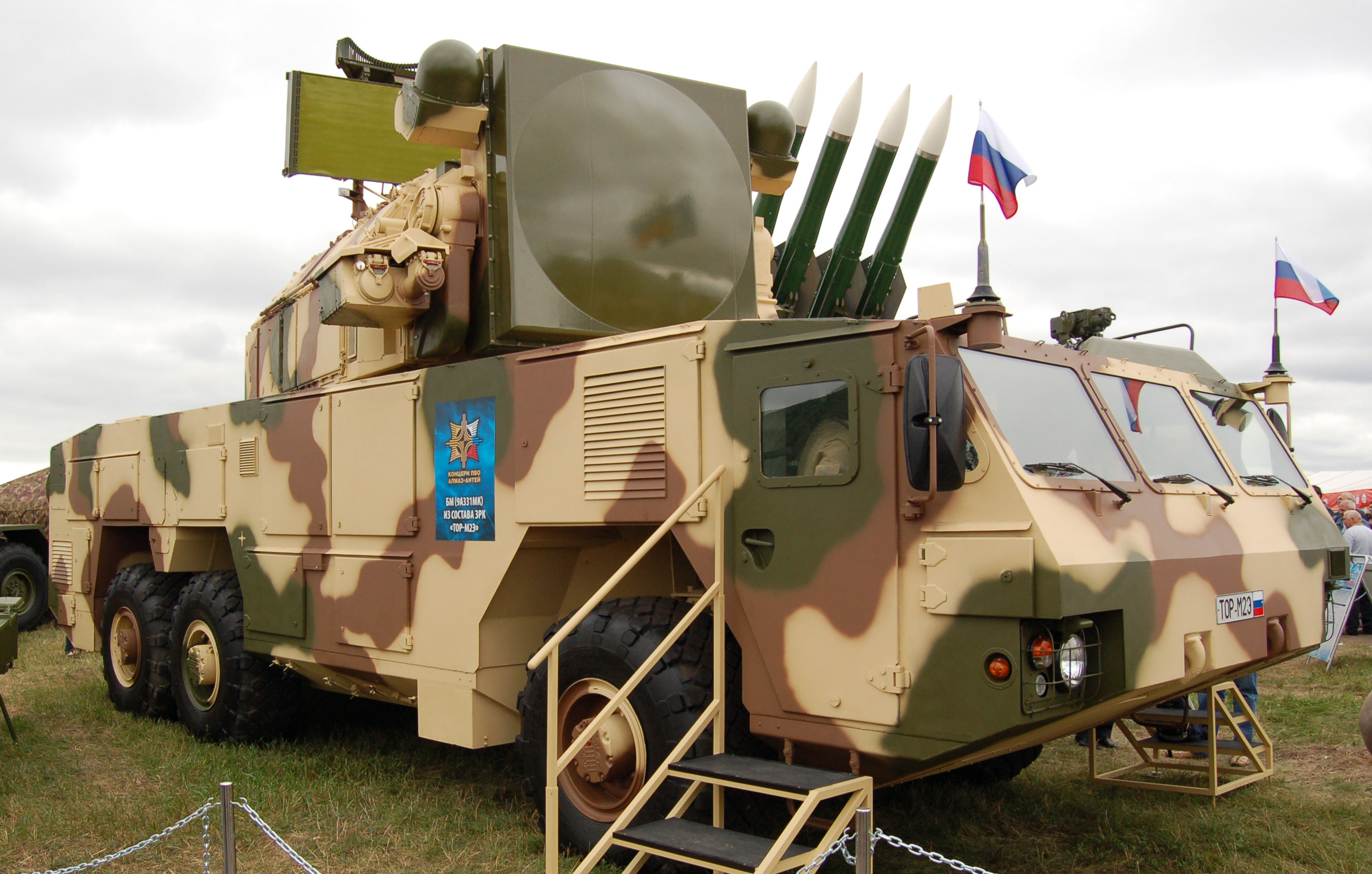
Sistema Tor M2E em um veículo MZKT-6922
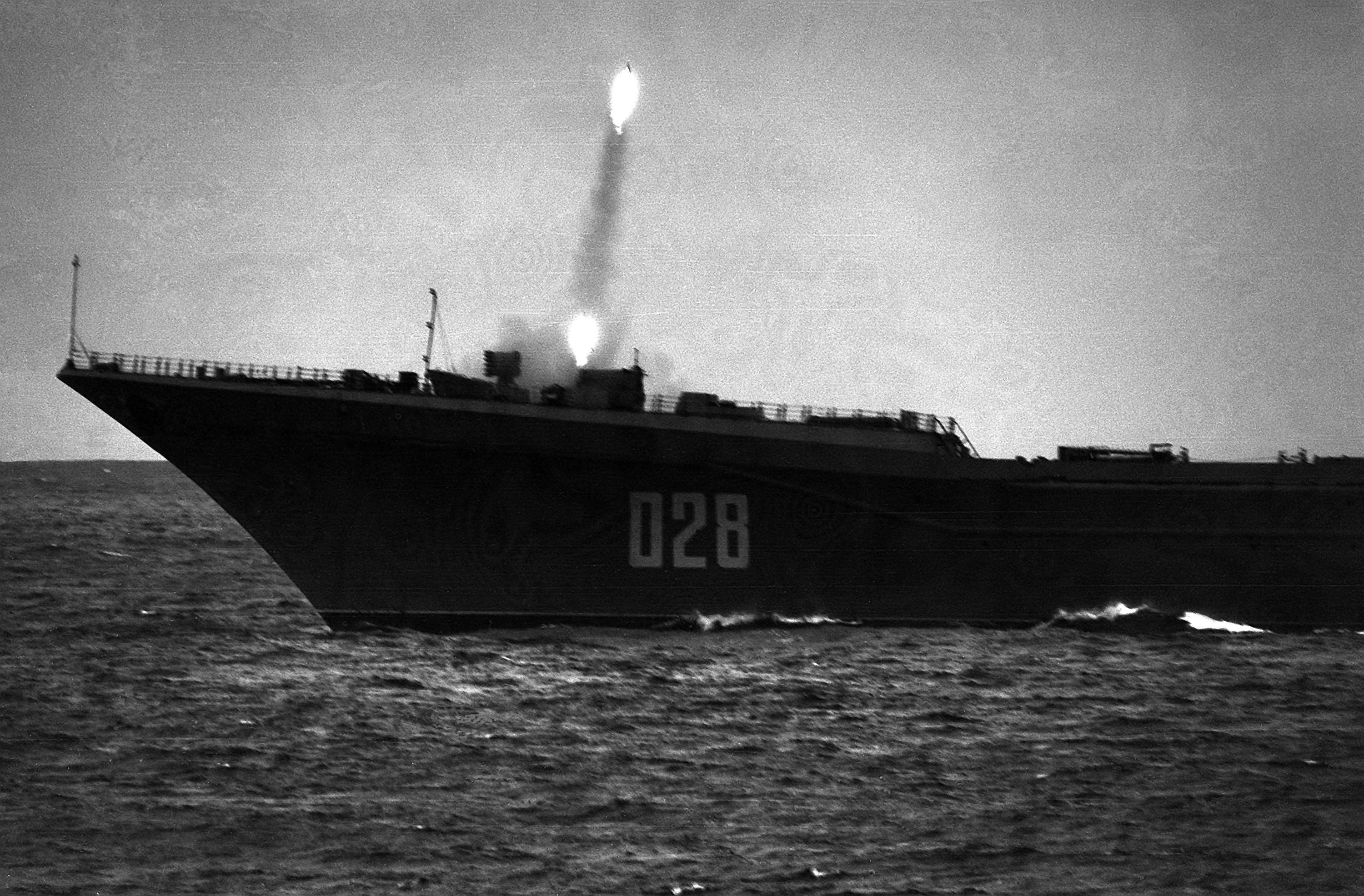
Lançamento da variante SA-N-9 "Gauntlet" a partir de um navio da Classe Kirov o cruzador Frunze

## Operadores

### Atuais
- Argélia – TOR M2E, entregues em 2018.
- Azerbaijão – Várias baterias do TOR M2E.
- Armênia – Ao menos dois TOR-M2KM produzidos em 2019.
- Bielorrússia – Duas baterias (4 veículos) enviados em 2013; Mais uma terceira bateria ainda em 2013; +5 TOR-M2K encomendados em 2016 e entregues em 2018; Sistemas adicionais foram encomendados e entregues em 2016 e 2017; 5 baterias do TOR-M2EK no fim de 2018.
- China – 35. 60 9К331 «Tor-M1» em 2013. Suplantados pelo sistema nacional HQ-17.
- Chipre – 6
- Egito – 16 M1 e ao menos um sistema M2 em serviço
- Grécia – 25 sistemas; 84 CVS
- Iêmen – 12
- Irão – 29
- Marrocos[3]
- Peru
- Rússia – ~ 171
- Síria
- Ucrânia – Ao menos 6
- Venezuela – 12 em 2012 + 26 encomendados

### Antigos
- Cazaquistão
- Geórgia
- União Soviética – passado para os estados sucessores.